# Ramón Fonseca Mora
Ramón Fonseca Mora (Panamá, 14 de julho de 1952 – 8 de maio de 2024) foi um escritor e advogado panamenho, co-fundador da Mossack Fonseca, um escritório de advocacia com sede no Panamá, com mais de 40 escritórios em todo o mundo, envolvido recentemente no maior vazamento da história de contas secretas, conhecido como Panama Papers. Ele foi ministro-conselheiro de Juan Carlos Varela, e presidente do Partido Panameñista sendo demitido março 2016, devido a operação da Polícia Federal do Brasil, Operação Lava Jato.
Quando jovem, Ramón Fonseca tentou ser sacerdote "Não salvei ninguém nem fiz nenhuma mudança. Decidi então, ao ter mais maturidade, me dedicar a minha profissão, formar uma família, me casar e levar uma vida normal... À medida que uma pessoa envelhece fica mais materialista", disse em uma entrevista em 2008, de acordo o ICIJ.

## Morte
Mora morreu em 8 de maio de 2024, aos 71 anos.

## Carreira literária
- 1976, Las Cortes Internacionales de Justicia
- 1977, Reflexiones de Derecho Judicial
- 1985, Compañías Panameñas
- 1988, Panamá, un viejo lugar bajo el sol
- 1998, Soñar con la ciudad
- 1994, La danza de las mariposas
- 1996, La ventana abierta
- 1995, La Isla de las Iguanas
- 2000, 4 Mujeres vestidas de Negro
- 2007, El Desenterrador
- 2009, Ojitos de Ángel
- 2012, Míster Politicus